# Sweet Home 3D
Sweet Home 3D és un programari lliure i de disseny assistit per ordinador per a ubicar mobles dins una casa o pis, a partir d'un plànol en dues dimensions, que també pot generar una previsualització en tres dimensions. Permet importar mobiliari i modificar mobles per crear un entorn virtual. Conté una biblioteca de mobiliari, però permet baixar de franc més tipus de mobles i també dissenyar el seu mobiliari particular, canviar els colors, desplaçar-lo, etc. Se'l considera un dels programes d'interiorisme més complet. És una eina senzilla que pot simplificar l'aprenentatge de programari comercial de disseny més complicat. Com que el programari està basat en el llenguatge Java, és relativament independent del sistema operatiu de l'usuari. Es pot utilitzar en línia o baixant-lo.

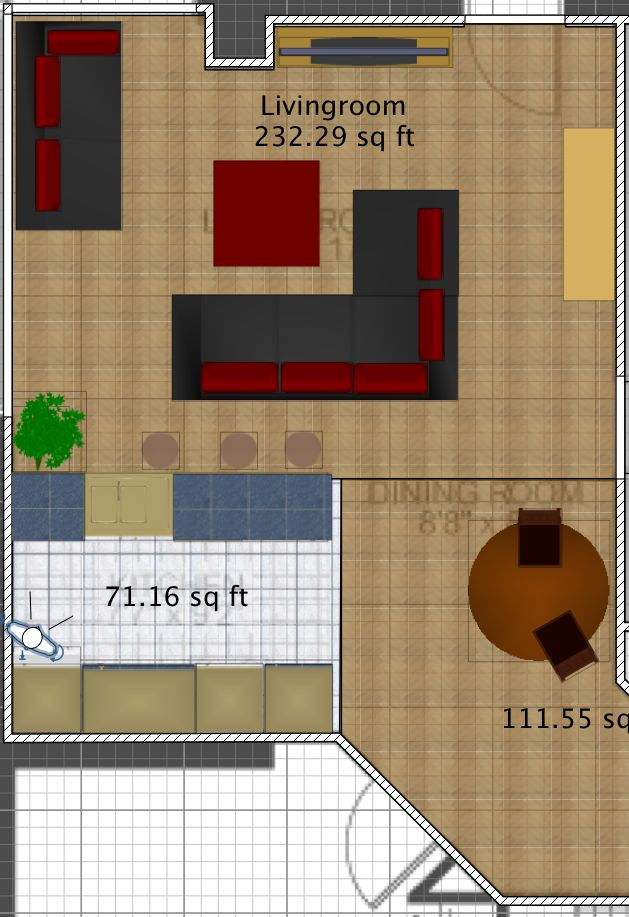
Layout
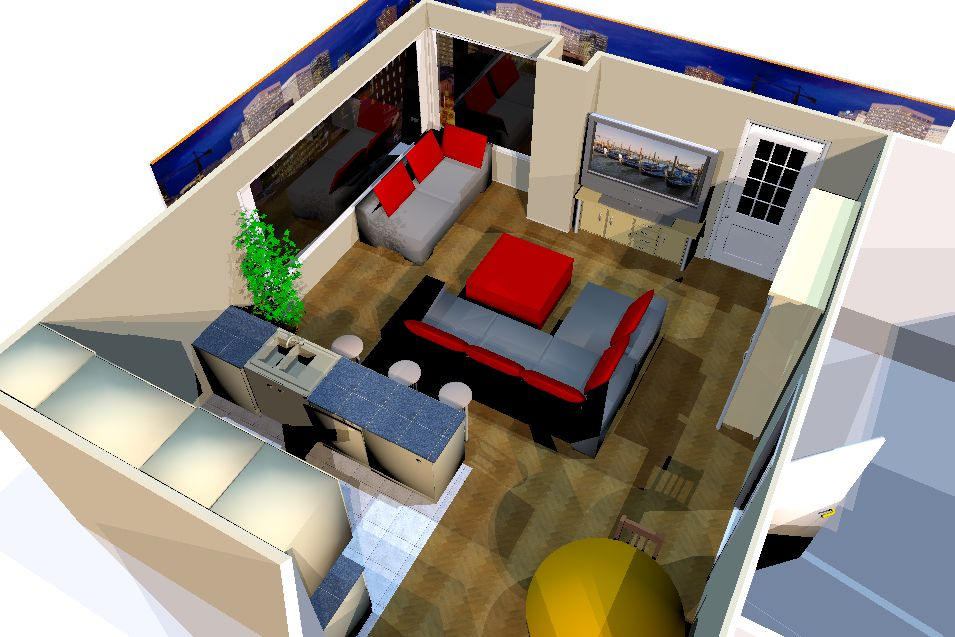
3D view
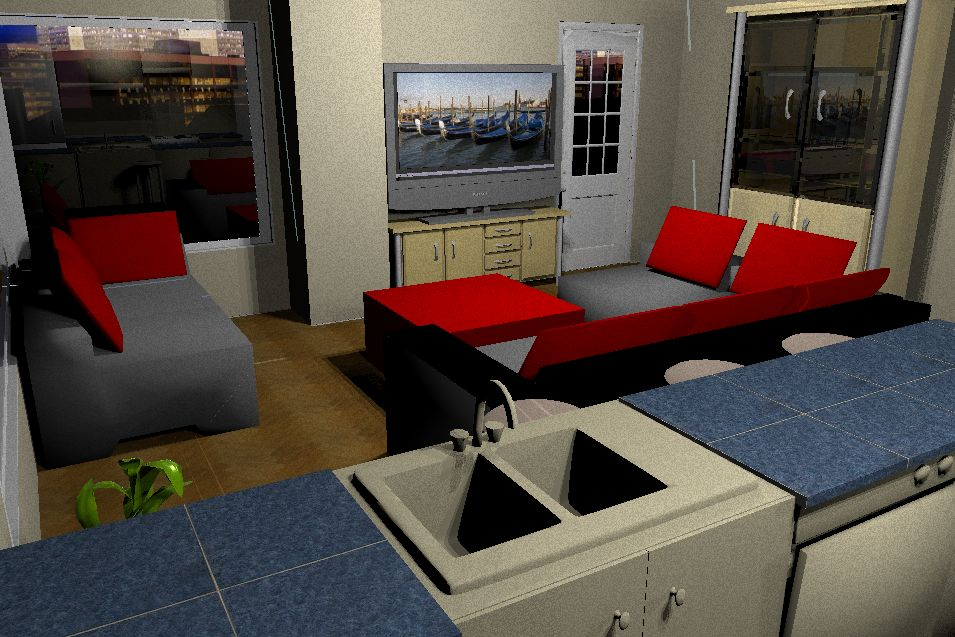
Render